# Жилин, Николай Николаевич
Никола́й Никола́евич Жи́лин (25 ноября 1932, СССР — 31 августа 2015, Санкт-Петербург) — советский и российский оператор-постановщик; Заслуженный деятель искусств Российской Федерации (1997).

## Биография
С 1963 года и по 1993 год работал оператором-постановщиком на киностудии «Ленфильм».

## Фильмография
- 1963 — Улица Ньютона, дом 1 (совместно с Виктором Карасёвым)
- 1964 — Жаворонок (совместно с Виктором Карасёвым)
- 1966 — На диком бреге (совместно с Виктором Карасёвым)
- 1969 — На пути в Берлин (совместно с Виктором Карасёвым)
- 1970 — Зелёные цепочки
- 1970 — Удивительный заклад
- 1971 — Холодно — горячо
- 1976 — Небесные ласточки
- 1979 — Необыкновенное лето
- 1982 — В старых ритмах
- 1984 — Челюскинцы
- 1988 — Легенда древних гор
- 1992 — Пустельга (совместно с Алексеем Чугуновым)
- 1993 — Сумерки надежд